# Tragedia de la discoteca New's Divine
La tragedia de la discoteca New's Divine fue un suceso ocurrido en un bar-discoteca ubicado en la alcaldía Gustavo A. Madero de la Ciudad de México, donde la tarde del 20 de junio de 2008, se produjo una estampida humana en la que 12 jóvenes fallecieron y 16 resultaron con heridas de gravedad.
Los hechos ocurrieron tras un operativo policial del Gobierno de la Ciudad de México (entonces llamado Gobierno del Distrito Federal, GDF), la Secretaría de Seguridad Pública del Distrito Federal (SSP-DF), entonces bajo la titularidad de Joel Ortega Cuevas y la Procuraduría General de Justicia del Distrito Federal (PGJDF) encabezada en el momento por Rodolfo Félix Cárdenas; entidades que a su vez conformaban el Sistema de Coordinación Policial del Distrito Federal o Unipol que nació en mayo del 2008 a través del decreto promulgado por el entonces jefe de gobierno del Distrito Federal, (capital de México) Marcelo Ebrard Casaubón; además de la delegación Gustavo A. Madero encabezada en ese momento por Francisco Chíguil Figueroa.
La versión oficial del caso defendida por el Gobierno del Distrito Federal fue que la tragedia ocurrió por una estampida humana ocurrida en la salida del lugar, un pasillo estrecho, y una puerta que fue obstaculizada; en tanto los padres de las víctimas y testigos del operativo denunciaron brutalidad policial, que la puerta fue obstruida por los propios agentes en combinación con el uso de gas lacrimógeno y que algunos elementos policiacos y cuerpos de emergencia actuaron negligentemente al negar la atención a los heridos y detenerlos aun teniendo lesiones graves.
La Comisión de Derechos Humanos del Distrito Federal (CDHDF) acreditó que elementos policiacos de la SSP-DF cometieron detenciones arbitrarias, abusos sexuales, vejaciones y brutalidad policiaca, así como irregularidades en los procesos de dictaminación forense y entrega de los cuerpos de los fallecidos, dilación de procesos judiciales y obstaculización de la labor de medios de comunicación —publicando incluso un video editado sobre los hechos— y de defensores y/o observadores de derechos humanos.
Los días siguientes al suceso, el GDF propagó una serie de datos de las víctimas del New´s Divine a algunos medios de comunicación locales y nacionales y a través de ellos y con ellos se criminalizó a los jóvenes presentes durante la tragedia y a sus padres en sus reportes sobre el caso, comunicando en algunas notas que quienes asistían esa tarde a la discoteca eran delincuentes, alcohólicos o drogadictos. Sólo dos de las personas que fueron detenidas tenían niveles mínimos de alcohol en la sangre.
La CDHDF encabezada entonces por Emilio Álvarez Icaza determinó que la acción policial fue concertada previamente, que desde el diseño del operativo se perseguían objetivos diferentes a los que se anunciaron después como origen del mismo, que se pretextó una verificación de tipo administrativa para que la policía entrara sin una orden de cateo, que la causa de retener a los presentes mediante bloqueos era para presentar a los jóvenes como "pruebas" ante el Ministerio Público del DF para acreditar el delito de corrupción de menores por los dueños del lugar, (venta ilegal a menores de 18 años de bebidas alcohólicas y drogas en el bar New´s Divine) y que el operativo no se realizó bajo los cuidados para la protección de los menores de edad, se implementó un indebido uso de la fuerza pública y que este no había sido planeado debidamente, por lo que "la acción de la policía durante la ejecución del operativo creó las condiciones para generar una trampa mortal".
Debido a ello se suscitó la tragedia, la cual fue evitable, tuvo una reacción negligente por parte de los servidores públicos, priorizó la atención de emergencia a ellos y "no obstante que ya se conocían los resultados fatales del operativo, la misión siguió adelante y continuaron las violaciones a los derechos humanos de los jóvenes retenidos".
Tras varios años de la tragedia el único condenado penalmente por corrupción de menores ha sido el operador del lugar, Alfredo Maya Ortiz.

## Antecedentes
El New's Divine era una discoteca localizada en Avenida Eduardo Molina sin número, esquina con la calle 312, colonia Nueva Atzacoalco, en la delegación Gustavo A. Madero, al norte de la capital mexicana. El local funcionaba como tal desde 1996 llamándose Pingos y después La Rocka. Distintas clausuras y revalidaciones ocurrieron desde 2002. La licencia de funcionamiento, que permitía la venta de bebidas alcohólicas de las 12:00 a las 03:30 del día siguiente, estaba a nombre de Adelina Hernández, pero era operado por Alfredo Maya Ortiz. La Ley de Establecimientos Mercantiles del Distrito Federal vigente al momento de la tragedia, en su artículo 26 determinaba que los menores de edad pueden entrar a sitios con venta de bebidas alcohólicas que realizan tardeadas, pero deberán abstenerse de su venta a los mismos.
En agosto de 2007 el nombre del lugar pasó de Pingos a New's Divine. Son llamadas en México tardeadas a eventos sociales hechas por bares y discotecas en la Ciudad de México en las que hay música y acceso a menores de edad, pero a los cuales no se les puede vender alcohol y tienen prohibido consumirlo. La misma ley citada las tipifica de esa manera y establece realizarlas con un horario de 14 a 20 horas.
Según la SSP-DF la motivación del operativo fueron denuncias vecinales y una presunción de venta de alcohol y drogas a menores de edad.
El Bar New´s Divine, fue clausurado por no cumplir con la normatividad para establecimientos mercantiles o giros de bar discoteca, y abría sin que la Delegación lo cerrara a través del dinero que el dueño otorgaba a la delegación (corrupción); a través de ganar un Amparo en el Tribunal de lo Contencioso y Administrativo fue reabierto para las fechas en que ocurrió la tragedia.[cita requerida]

## Hechos
Nota: las horas son expresadas en GMT -6, hora local de la Ciudad de México
Aproximadamente a las 18:00 del 20 de junio de 2008 200 policías entre elementos de la SSP-DF y 8 elementos de la PGJDF, agrupados en el denominado entonces Sistema de Coordinación Policial del Distrito Federal (Unipol), acompañados de empleados de verificación administrativa de la delegación Gustavo A. Madero, arribaron en distintos vehículos policiacos hasta el New's Divine. El operativo, según elementos tanto de la SSPDF como de la PGJDF estaba al mando de Guillermo Zayas González, entonces jefe de Unipol. Zayas habría invitado al operativo al fiscal de la delegación GAM a las 16:45, citándole a él y a sus elementos en el denominado Sector Aragón., y habría determinado realizarlo tras recibir denuncias ciudadanas por presunta venta de alcohol y drogas en el lugar, y conocer mediante información de Rafael Bustamante, entonces secretario de Gobierno de GAM, sobre un evento y la hora del mismo que supieron mediante publicidad que el New's Divine presuntamente habría repartido en escuelas.
De acuerdo a testigos, minutos después del arribo policiaco, Alfredo Maya Ortiz habría tomado el micrófono y mediante el sonido del lugar dijo a los presentes que habría una revisión policiaca, que no se asustaran. Después, el dueño del lugar habría pedido nuevamente ante el micrófono y les pidió que desalojaran el lugar, y ante los reclamos habría dicho que la discoteca daría después una tardeada gratis. Un grupo de elementos de la SSPDF habría intentado entrar a la discoteca y desalojar a los jóvenes del interior, en tanto otro grupo de la misma corporación tras una orden habría hecho una muralla humana que obstaculizó la única puerta de salida con el fin de evitar que los jóvenes salieran.
La escalera estrecha que fungía como acceso, la cantidad de personas que intentaban entrar o salir, el calor excesivo y la aglomeración, la fallida planeación policiaca que impidió el libre tránsito por el acceso, aunado al sobrecupo de personas y que la salida de emergencia estaba bloqueada y no contaba con otras, trajo como consecuencia que fallecieran asfixiadas 12 personas, entre ellas, dos policías auxiliares, un policía judicial y nueve clientes del establecimiento.
Testimonios de jóvenes que estaban en la tardeada al interior coinciden en lo siguiente:
- Tras el ingreso inicial de cinco policías uniformados estos habrían obligado a los presentes a dirigirse al acceso principal usando violencia y palabras altisonantes
- El sonido y los ventiladores fueron apagados y fue cuando empezaron a sentirse sofocados y con falta de aire, dado el calor que empezó a generarse
- Policías realizaron una "fila india" hacia el acceso del lugar y obligaban a los jóvenes a ir hacia ella y al hacerlo golpeaban a los hombres o hacían tocamientos sexuales a las mujeres
- Algunos intentaron ir al baño para no sentirse asfixiados y fueron regresados hacia el espacio principal por policías
- Tras iniciar violencia, habría sido lanzado gas lacrimógeno al interior del lugar lo que habría causado más pánico y desesperación por salir
- En el interior había policías y personal de la GAM tomando fotografías y videos
- Algunos jóvenes fueron golpeados desde el interior del lugar con objetos no identificados
- El piso del lugar y el de la escalera estaba mojado y algunos resbalaron en ella
- Al salir testigos observaron que había gente inconsciente que era arrastrada de la salida del New's Divine a la banqueta
- Quienes salían, sin importar si estaban heridos o no, eran detenidos y subidos a camiones azules de la SSP-DF y a autobuses de transporte público de la Red de Transporte de Pasajeros particularmente unidades del entonces modulo 12 ubicado en la colonia Nueva Atzacoalco, en donde eran obligados a permanecer agachados y muchos fueron golpeados.
- Personal del Escuadrón de Rescate y Urgencias Médicas, perteneciente a la SSP-DF, negaba la atención médica a los jóvenes y gente herida que lo solicitaba y privilegiaba la atención a los elementos policiacos heridos, en el caso de Jennifer Martínez están los videos donde la bajan de la ambulancia y la hacen caer golpeando su cabeza en el pavimento, Jennifer Jiménez Martínez padece hoy graves lesiones de por vida, que hacen que no pueda desarrollar su vida de forma libre, independiente y autónoma.
- Además de las lesiones causadas por la estampida, sobrevivientes afirman haber sido golpeados al interior y exterior del lugar

La policía detuvo al dueño del lugar, Alfredo Maya Ortiz y a los empleados, Víctor Rodrigo Delgado Hernández, Mariana de la Cruz Gayosso y Juan Andrés Santos, como presuntos responsables de lo sucedido, mientras tanto, la Secretaría de Seguridad Pública, incriminaba al dueño del establecimiento, Alfredo Maya, de haber sido el culpable de la estampida que causó la muerte de las diez personas. De inmediato el lugar fue rodeado por un estimado de 80 elementos del Agrupamiento de Granaderos de la SSPDF, impidiendo el paso a los padres y madres que vivían cerca del lugar que preguntaban por sus hijos e hijas. La circulación de la avenida Eduardo Molina fue igualmente cortada.
Quienes fueron detenidos fueron subidos a los vehículos referidos, en donde fueron obligados a permanecer agachados, fueron golpeados y amenazados de muerte Según la PGJDF en el oficio 100.188/R/0 de 2008, "el primero de los traslados de los jóvenes se realizó por órdenes del Guillermo Zayas entre las 18:00 y 18:30 horas y del segundo de los traslados no sabe quién dio la orden pero ésta fue entre las 18:30 y 18:45 horas, respecto de ambos traslados desconoce los motivos". No se les informó sobre si habían sido detenidos, su situación jurídica y a donde serían trasladados.
Las leyes al respecto indican que quienes son detenidos en México tienen derecho, entre otras disposiciones, a comunicarse con familiares, conocer los cargos que les fueron imputados y ser puestos a disposición inmediatamente a la autoridad competente, en el caso de la Ciudad de México, a una agencia del Ministerio Público cercana al lugar. Nada de eso ocurrió, ya que según policías, recibieron la orden de trasladar a los jóvenes primero a los cuarteles de la SSPDF (llamados sectores) Pradera, en la calle 416, en la colonia San Juan de Aragón y al Aragón, en la Avenida 661 y 606, en la colonia San Juan de Aragón. Durante el trayecto a esos sitios, y ya en ellos algunas y algunos jóvenes fueron golpeados, humillados, marcados con tinta indeleble en los brazos y abusados sexualmente mediante tocamientos. Algunos policías obligaron a desnudarse a las jóvenes detenidas —algunas menores de edad— y les tomaron fotografías sin su consentimiento o el de sus padres.
Luego de su traslado a los sectores, fueron llevados hacia la Agencia del Ministerio Público número 50 en la colonia Doctores, en donde muchos habrían sido vejados nuevamente y las mujeres fotografiadas desnudas alegando que era parte de la labor del médico legista que debe atestiguar lesiones.
El entonces secretario de la SSP-DF, Joel Ortega, declaró ante los medios de comunicación que la tragedia había sido causada cuando los jóvenes intentaron huir en estampida del lugar tras el operativo policiaco, y que la salida de emergencia del lugar estaba obstaculizada.

### Diseño del operativo y policías participantes
Según el Informe Especial sobre violaciones a los derechos humanos en el caso New’s Divine de la CDHDF el diseño del operativo fue hecho por Guillermo Zayas y aprobado por Luis Rosales Gamboa y tenía la siguiente configuración y funciones de los mandos y elementos policiacos:

a)Al denominado jefe Cuautepec, con 10 elementos bajo su mando correspondió el resguardo de la integridad física del personal de GAM que llevó a cabo la verificación;
b) Al denominado jefe Ticomán, con 10 elementos bajo su mando, tocó el resguardo de las escaleras de acceso;
c) A los denominados jefes Lindavista y Tepeyac, con 10 elementos bajo sus órdenes cada uno, correspondió resguardar los baños, para evitar que fueran tirados a los WC cualquier tipo de estupefaciente.
d) A los denominados jefes Quiroga y Pradera, con 10 elementos bajo sus órdenes cada uno, se les ordeno escoltar ante las autoridades correspondientes a las personas aseguradas.
e) A los denominados jefes Cuchilla, Aragón, Clavería y a la jefa La Raza, cada uno con 10 elementos, tocó implementar la valla para resguardar el exterior y entorno del New’s Divine.
f) A los denominados jefes Cuitláhuac y Hormiga, correspondió realizar los cortes y apoyos necesarios de vialidad en la avenida Eduardo Molina y la calle 312.
g) A los Directores Ejecutivos Regionales 3º y 6º, con sesenta elementos, tocó apoyar el desarrollo del operativo, sin que se especifique en qué debería consistir dicho apoyo.
Informe Especial sobre violaciones a los derechos humanos en el caso New’s Divine

Según el Informe... dichos jefes eran:
- José Francisco Villagómez Pulido, jefe Cuautepec
- Alejandro Garduño (sic) Tejeda, jefe Ticomán
- Carlos Mario Zepeda, jefe Lindavista
- Angel Muñoz Rico, jefe Hormiga

## Consecuencias
Posteriormente el jefe de gobierno del Distrito Federal, Marcelo Ebrard Casaubón declaró que los servidores públicos que ejecutaron el operativo de verificación en el establecimiento New's Divine: "cometieron graves errores y serán los primeros en ser castigados con apego a la ley, junto con aquellos funcionarios de la delegación Gustavo A. Madero que autorizaron y permitieron el funcionamiento del antro" y anunció la destitución del encargado del operativo, Guillermo Zayas González, que se desempañaba como director regional de la zona norte de la Secretaría de Seguridad Pública y coordinador del Unipol en la delegación Gustavo A. Madero.
Por su parte, el Partido Acción Nacional solicitó al jefe de gobierno, Marcelo Ebrard Casaubón evaluar el desempeño de Joel Ortega y con base en ésta decidir si pide al presidente Felipe Calderón Hinojosa removerlo del cargo. Por último, Ortega en conferencia de prensa, reconocía que, hubo errores en la operación de la policía, afirmando que, se realizará la investigación con todo el material con el que cuenta la dependencia, incluyendo un video sobre los hechos ocurridos en la discoteca.
El 23 de junio de 2008 se dio a conocer un video donde se demuestra que el caos lo originaron los policías, cuando, algunos de ellos con pasamontañas, entraron al bar discoteca con armas de asalto, a gritos y golpeando para desalojar el inmueble.
En esta prueba, se observa que es la policía quien cierra las puertas, creando un tapón humano, mientras, al interior golpeaban y proferían insultos a los jóvenes. También se ve al dueño del lugar dirigirse a los muchachos pidiendo que desalojen tranquila y ordenadamente, por ello, Alfredo Maya y Juan Andrés Santos, serían consignados por el delito de corrupción de menores y no por homicidio.

### Proceso jurídico
En el lugar fueron detenidos Alfredo Maya Ortiz, el propietario del lugar, y Juan Andrés Santos, quien trabajaba en el sitio. Ortiz fue sentenciado a 24 años de prisión. Apeló la sentencia, la cual después de ello fue aumentada a 29 años. La SCJN atrajo un juicio de amparo interpuesto por Maya en 2016.
Treinta y nueve funcionarios fueron indiciados judicialmente, entre ellos:
- Guillermo Zayas, entonces director regional de la zona norte de la SSP-DF, declarado como mando del operativo. El 25 de junio de 2008 la fiscalía de la Ciudad de México lo acusó formalmente del homicidio doloso de 12 personas[22] al concluir que el mando pudo haber previsto las consecuencias de mantener un bloqueo en la puerta de la discoteca.[23] Luego del operativo fue detenido al salir del hospital por una crisis de diabetes.[24] En 2016 fue reactivado el proceso penal en su contra.[25] El 2 de enero de 2023, Zayas falleció por lo que su proceso quedó pendiente.[26]
- Ángel Nava Rojas, entonces subdirector jurídico de la delegación Gustavo A. Madero, sentenciado a cinco años de prisión, libre bajo fianza.[27]
- Francisco Javier Casiano Guerrero, entonces médico legista, condenado a nueve años de cárcel e inhabilitado para el servicio público. En calidad de médico legista, Casiano tenía como obligación verificar la edad de las detenidas, que eran en efecto menores de edad. Para ello las obligó a desnudarse sin su consentimiento y les realizó "revisiones".[27]
- Alejandro Garniño Tejada, entonces mando de la SSP-DF y participante del operativo. Sentenciado por ejercicio ilegal del servicio público, pero libre por juicio de amparo. En julio de 2016 la Suprema Corte de Justicia de la Nación declaró nulo su amparo y será encarcelado.[28][29]
- Sergio Figueroa Hernández, entonces mando de la SSP-DF y participante del operativo. Sentenciado por ejercicio ilegal del servicio público, pero libre por juicio de amparo. En julio de 2016 la SCJN declaró nulo su amparo.[28][29]
- José Jiménez López, entonces mando de la SSP-DF y participante del operativo. Sentenciado por ejercicio ilegal del servicio público, pero libre por juicio de amparo. En julio de 2016 la SCJN declaró nulo su amparo.[28][29]
- Juan Manuel García Chávez,  entonces mando de la SSP-DF y participante del operativo. Sentenciado por ejercicio ilegal del servicio público, pero libre por juicio de amparo. En julio de 2016 la SCJN declaró nulo su amparo.[28][29]
- Jesús Esteban Cortés Alcántara, elemento de la SSP-DF, participante del operativo. Absuelto por la SCJN en 2016.[30]
- Luciano Baeza Chávez, elemento de la SSP-DF, participante del operativo. Absuelto por la SCJN en 2016.[30]
- Marcela Rivera Ruiz, elemento de la SSP-DF, participante del operativo. Absuelto por la SCJN en 2016.[30]
- Rosa Herlinda Antúnez Vázquez, elemento de la SSP-DF, participante del operativo. Absuelto por la SCJN en 2016.[30]

Tanto el organismo de derechos humanos como los padres y madres de familia desde entonces acusan a:
- Marcelo Ebrard Casaubón, entonces jefe de Gobierno de Ciudad de México
- Francisco Chiguil, entonces delegado de Gustavo A. Madero. En julio de 2023, un juez decisió no ejercer acción penal contra el exfuncionario.[31]
- Joel Ortega Cuevas, entonces secretario de la SSP-DF. El 8 de julio de 2008 renunció a su cargo por la tragedia. El 12 de agosto de 2008 se presentó ante tribunales penales de la ciudad en calidad de testigo, donde afirmó que desconocía que el operativo se iba a realizar y el número de elementos policiacos que asistieron.[32]
- Luis Rosales Gamboa "Jefe Apolo", entonces subsecretario de la SSP-DF
- Rodolfo Félix Cárdenas, entonces procurador (fiscal) de la Ciudad de México

#### Informe especial de la Comisión de Derechos Humanos del Distrito Federal
La Comisión de Derechos Humanos del Distrito Federal, a cargo del ombudsman Emilio Álvarez Icaza, elaboró un Informe Especial en donde se comprobaron las diversas violaciones a los Derechos Humanos por parte de elementos de la SSP-DF, la PGJDF y personal de la delegación Gustavo A. Madero. Entre los altos funcionarios responsables de la tragedia se señalan a Joel Ortega Cuevas, como responsable de la SSPDF, al Subsecretario de la SSPDF, Luis Rosales Gamboa, Rodolfo Félix Cárdenas, a cargo de la PGJDF, y el exdelegado de la Gustavo A. Madero, Francisco Chíguil Figueroa. Sin embargo, el Informe Especial omite la responsabilidad de los hechos al Jefe de Gobierno Marcelo Ebrard, en lo que corresponde a su actuación omisa el 20 de junio de 2008 y a su negativa de modificar su política de seguridad pública violatoria de derechos humanos que la propia Comisión de Derechos Humanos del D.F. había documentado a lo largo de su administración (2006-al día de los hechos). Las convicciones a las cuales llegó este informe fueron:

- La GAM es responsable de que el día de los hechos el New’s Divine estuviera funcionando y de que lo hiciera sin las condiciones de protección civil necesarias
- La planeación del operativo fue pensada, desde el inicio, para conseguir objetivos distintos de los que se han hecho explícitos
- La verificación de GAM fue el pretexto para que Unipol-GAM pudiera entrar al New’s Divine sin orden judicial
- La redada de Unipol tenía como finalidad instrumentalizar a las y los jóvenes que serían asegurados para utilizarlos como objeto de prueba del delito de corrupción de menores
- La planeación del operativo no previo escenarios de riesgo; tampoco previo una estrategia, ni equipo de auxilio, en caso de alguna contingencia
- El estado de fuerza considerado para el operativo fue desproporcionado y no se aseguraron medidas para su adecuada coordinación; por otra parte, el vehículo originalmente destinado al transporte de los asegurados fue insuficiente
- La acción de la policía durante la ejecución del operativo creó las condiciones para generar una trampa mortal
- La muerte de las y los jóvenes, de las niñas y niños, así como la de los servidores públicos que fallecieron en el New’s Divine fue producto de una acción concertada
- La atención de la crisis fue negligente y agravó la situación en lugar de controlarla. La policía priorizó la atención a sus agentes sobre la que debió dar a las y los jóvenes heridos y no fue sensible al dolor de los deudos y de los agraviados
- No obstante que ya se conocían los resultados fatales del operativo, la misión siguió adelante y continuaron las violaciones a los derechos humanos de las y los jóvenes retenidos
- En conclusión, para la CDHDF está claro que la tragedia de la discoteca New’s Divine era ciento por ciento evitable. El operativo nunca debió llevarse a cabo

Informe Especial sobre violaciones a los derechos humanos en el caso New’s Divine

#### Revisión de los expedientes de 2016
En enero de 2016 el Gobierno de la Ciudad de México, a petición de los padres y madres de las víctimas de la tragedia, anunció que reabriría el caso para hacer justicia satisfactoria, por lo que anunció un nuevo análisis del caso y que haya castigos para los funcionarios implicados. Para ello conformó el Consejo News Divine, con juristas de México y América Latina que determinarán responsabilidades, ante la incredulidad de los familiares de víctimas que sólo el dueño del lugar haya sido castigado penalmente.

## Víctimas de la tragedia
- Ericka Jannet Rocha Maruri (13 años)
- Alejandro Piedras Esquivias (14 años)[32]
- Daniel Alán Ascorbe Domínguez (15 años)[34]
- Isis Gabriela Tapia Barragán (16 años)[32]
- Leonardo Amador Rivas[32] (24 años)
- Mario Quiróz Rodríguez (18 años)
- Rafael Morales Bravo (18 años). Su madre denunció que el joven ni siquiera estaba dentro del New's Divine, sino en la fila para entrar, y que falleció por un golpe en la cabeza presuntamente asestado por un elemento policiaco.[35]
- Mario Alberto Ramos Muñoz (22 años)
- Heredy Pérez Sánchez (29 años)
- Remedios Marín Ruiz (oficial de la SSP-DF, 20 años)
- Pedro López García (oficial de la SSP-DF, 65 años)
- Pablo Galván Gutiérrez (policía judicial, 55 años)

## Memorial New's Divine Nunca Más

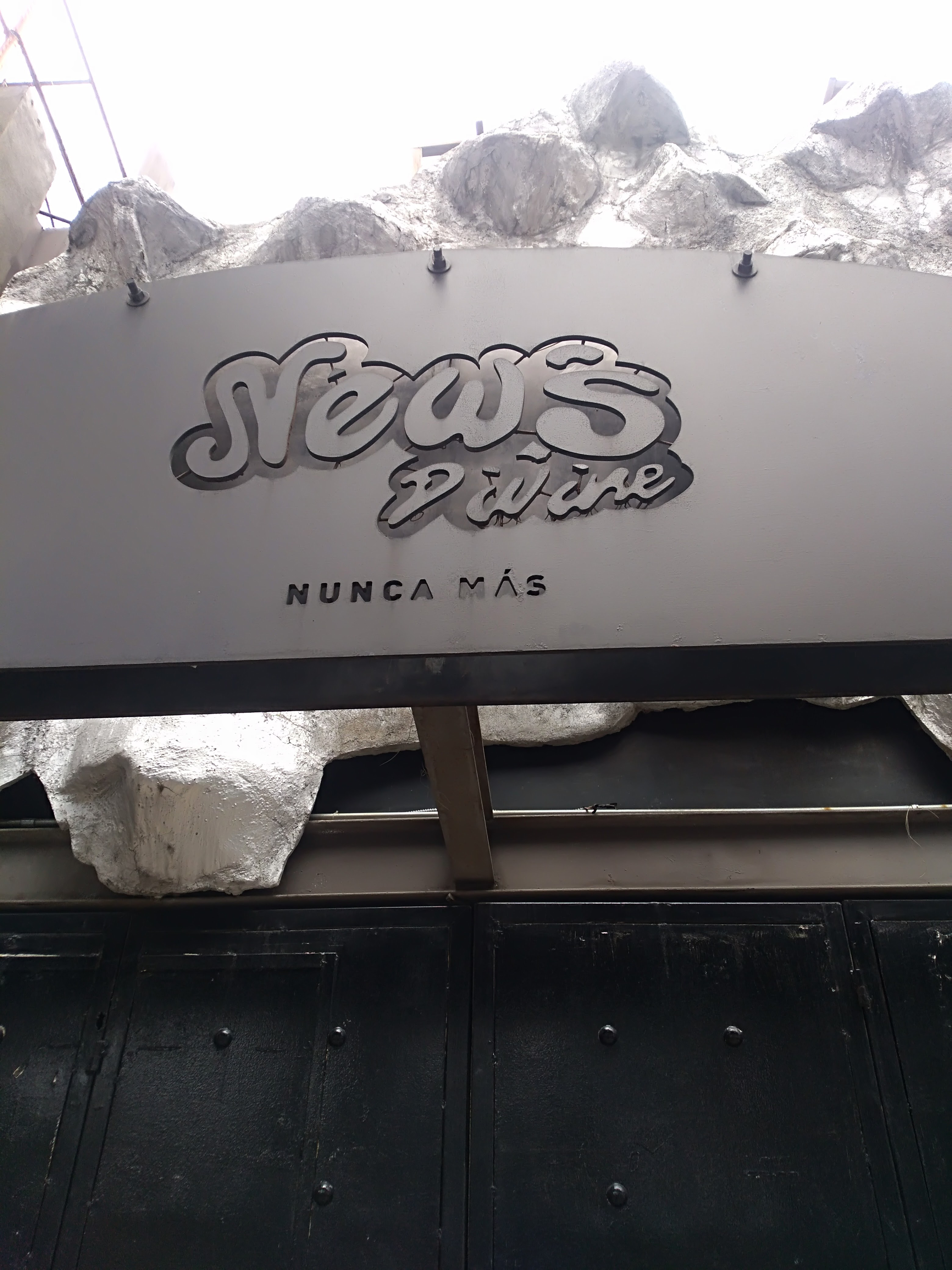
"Memorial New's Divine, Nunca Más" es un espacio de memoria. Fue inaugurado el 20 de junio de 2015.

Como parte de las recomendaciones de la CDHDF, ante los pronunciamientos que el Gobierno de la Ciudad de México divulgó en 2008 sobre los jóvenes que estaban en el New's Divine, el Gobierno estableció una mesa de trabajo con los familiares de las víctimas y organizaciones de la sociedad civil que realizaron la construcción de un memorial para las víctimas.
En 2013, se inauguró la Línea 5 del Metrobús y una de sus estaciones estaría ubicada cerca de la zona donde ocurrieron los hechos, por lo que, los padres de las víctimas y vecinos hicieron una petición para que la estación con el nombré propuesto durante su construcción "Calle 314" pasará a llamarse "Memorial New's Divine". Dicha petición se concretó por las autoridades y en ese mismo año, la estación fue nombrada definitivamente como 314/Memorial New's Divine y los padres fueron los encargados de diseñar su actual iconografía, que representa a los jóvenes intentando escapar de la discoteca en una muchedumbre al momento de lo hechos.